# Otto Ludwig
Otto Ludwig (Eisfeld, 1813. február 12. – Drezda, 1865. február 25.) német költő és drámaíró volt.
Apja ügyvéd és szász udvari tanácsos, de korai halála miatt fiának félbe kellett szakítania tanulmányait és ehelyett eladónak kellett álljon. A hercegi udvar ösztöndíja tette számára lehetővé, hogy Lipcsében Felix Mendelssohn Bartholdynál kezdhetett zenét tanulni 1839 - 1840), majd később irodalmat is. Az írásból származó jövedelme nagyon csekély volt. 1859-től a Német Íróalapítvány (Deutsche Schillerstiftung) is támogatta. Különösen a drámaírás érdekelte, az Erbförster (Ősbemutató 1850) című polgársággal foglalkozó drámája meglepően hiteles, melyet a Makkabäern (Ősbemutató 1852) című történelmi dráma követett. A drámákkal ellentétben Otto Ludwig prózája innovatív; elbeszéléstechnikájában belső monológot használ és ezzel hangsúlyozza, hogy a kispolgárság illetve falusi élet bemutatásánál minden realizmus ellenére a lelki folyamatok bemutatása fontos. Otto Ludwig drámai és prózai alkotásai mellé megfelelő politológiai tanulmányokat is párosított (regény-tanulmányok, Shakespeare-elemzések), itt találjuk saját költői realizmus megfogalmazását is.
Életrajzát megírta Adolf Stern (1894).

## Legfontosabb művei
- Der Erbförster, 1853
- Die Makkabäer, 1854
- Zwischen Himmel und Erde, 1856
- Die Heiterethei und ihr Widerspiel, 1857
- Shakespeare-Studien, 1871
- Nachlaßschriften. Szerk. Moritz Heydrich. 2 kötet, 1873–74

## Magyarul
- Ludwig Ottoː Ég és föld között. Elbeszélés; ford. Mildner Gyula; Franklin, Bp., 1913 (Olcsó könyvtár)